# Mikołaj z Puczniewa herbu Awdaniec
Mikołaj z Puczniewa herbu Awdaniec (ur. ?, zm. przed 14 stycznia 1449) – polski szlachcic, podkoni sieradzki. 
Od 9 marca 1411 r. do swej śmierci pełnił urząd podkoniego sieradzkiego.
W 1388 r. razem z braćmi: Piotrem, Michałem i Jakubem,  uzyskał od króla Władysława Jagiełły przywilej na lokację miasta Widawy. Początkowo pisał się z Łazowa, gdyż tam miał zapewne swój dwór. Po 1412 a przed 1441 jego siedzibą stał się Puczniew.

## Literatura
- Szymczakowa A., Szlachta sieradzka w XV wieku: Magnifici et generosi, Łódź 1998, s. 244-246.